# Peter Törnqvist (författare)
Peter Törnqvist, född 17 juli 1963 i Stenungsund, är en svensk författare och översättare.
Törnqvist föddes i Stenungsund  och växte upp i Småland och Västergötland. Efter diverse arbeten läste Törnqvist bland annat historia och arkeologi på Göteborgs och Umeå universitet, och gick skrivarlinjen på Nordens Folkhögskola Biskops-Arnö. 
Han debuterade som författare 1998 med novellsamlingen Fältstudier. Sedan dess har det blivit böcker i ett flertal genrer. År 2010 kom romanen Kioskvridning 140 grader, med undertiteln ”en wästern”, som mestadels utspelas i småländska Westra Härad under 1960- och 1970-tal, och där en torvmosse har en viktig roll. Författaren fick för denna bok Svenska Dagbladets litteraturpris 2010, samt nominerades till Tidningen Vi:s litteraturpris, Sveriges Radios Romanpris och Augustpriset.
Humorn och en egensinnig språklighet är genomgående i det mesta han skrivit. Upprop i dikesfaunan (2013) är en frejdig samling korta och fristående texter, i form av "prosadikter, reseskisser, stadsbilder, landskapsrum, historiska nedslag, djurporträtt och mycket annat". 
Törnqvist översätter från bokmål, nynorsk och engelska, och har bland annat översatt Lars Amund Vaage, Tore Renberg och Henrik Langeland.

### Översatta verk i urval
- 2003 – Maskrossång av Hilde Hagerup
- 2004 – Mannen som älskade Yngve av Tore Renberg
- 2004 – På andra sidan sanningen av Beverley Naidoo
- 2007 – Svart elfenben av Arne Svingen
- 2009 – Manuskriptet av Henrik H. Langeland
- 2012 – Rubato av Lars Amund Vaage
- 2013 – Sjunga av Lars Amund Vaage

## Priser och utmärkelser
- 2006 – Göteborgs Stads författarstipendium
- 2010 – Svenska Dagbladets litteraturpris för Kioskvridning 140 grader